# Steinkiste von Södra Härene

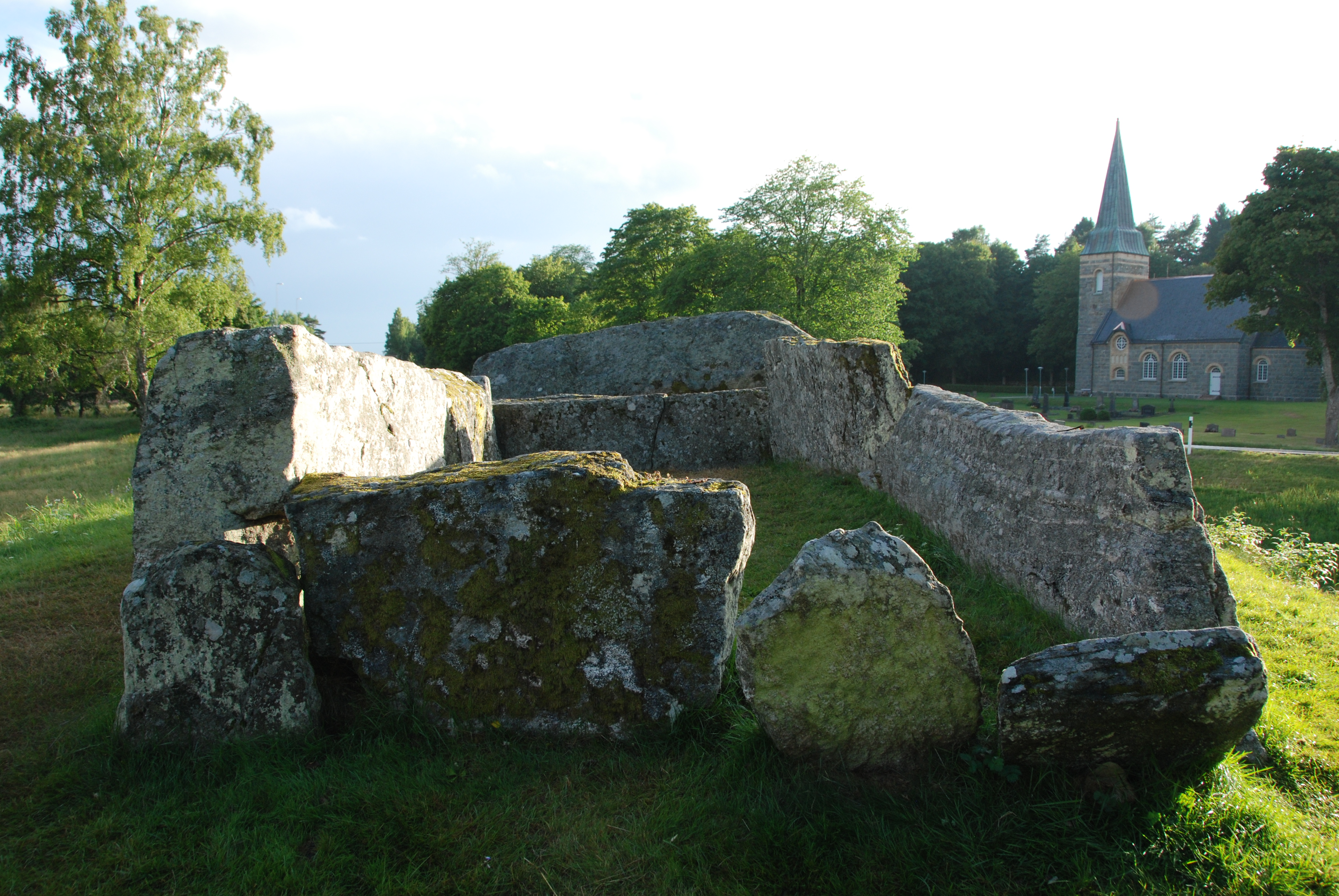
Die megalithische Steinkiste

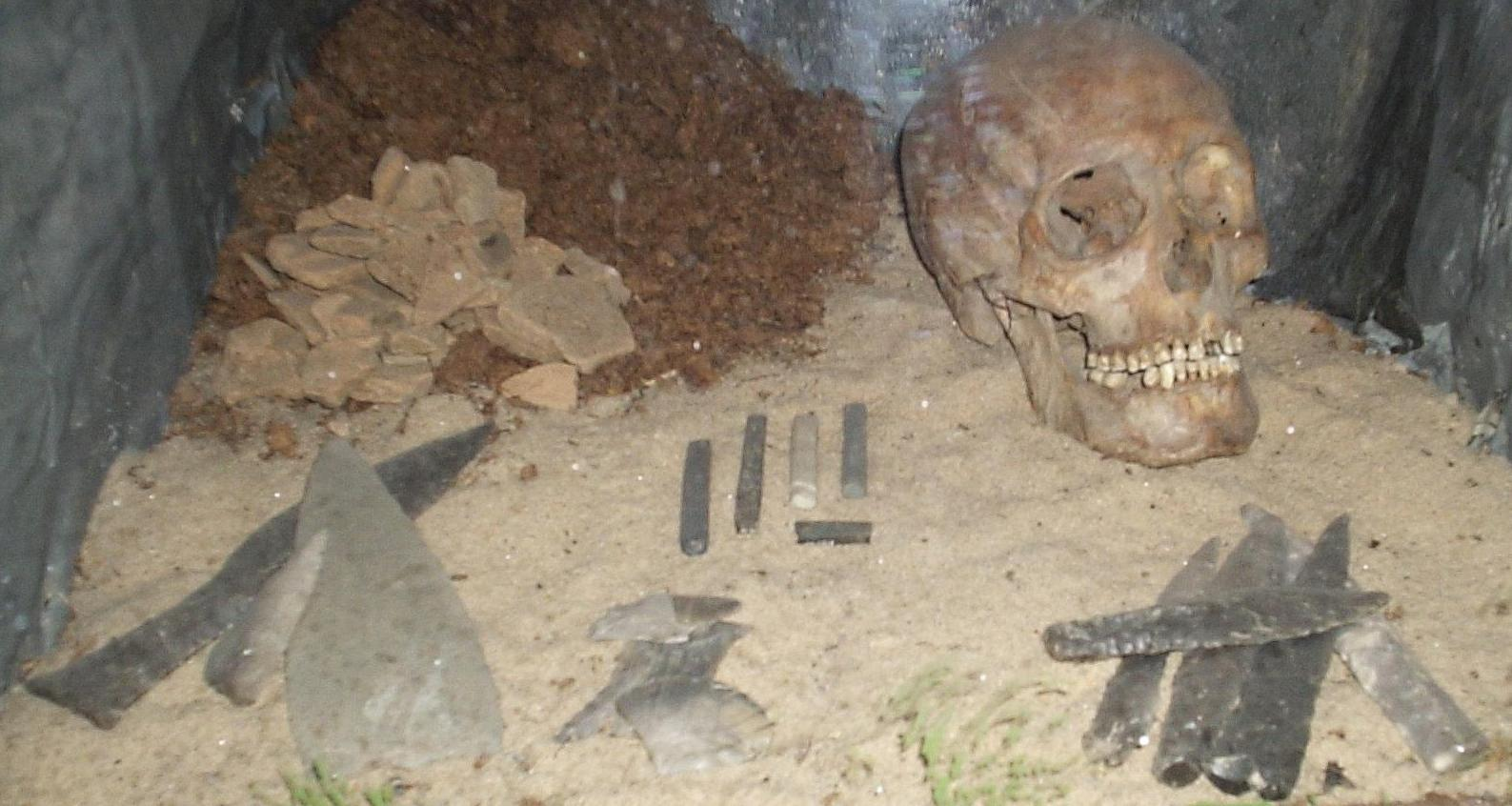
Steinkiste von Ingemarstorp im Alingsås Museum

Die Steinkiste von Södra Härene (auch Jättakullen genannt) ist mit einer Länge von etwa 14,0 Metern und einer Breite von vier Metern die größte Steinkiste (schwedisch hällkista) Schwedens. Neolithische Monumente sind Ausdruck der Kultur und Ideologie neolithischer Gesellschaften. Ihre Entstehung und Funktion gelten als Kennzeichen der sozialen Entwicklung.
Der Fundort liegt etwa sieben Kilometer nördlich von Vårgårda, kaum 100 Meter östlich der Kirche von Södra Härene, auf dem Gräberfeld Jättakullen in Västergötland. Die Steinkiste gehört zu den so genannten „megalithische Steinkisten“, die auch Großkisten genannt werden und am Ende der Jungsteinzeit errichtet wurden. Die Anlage hat einige Schälchen.
In der Gemeinde Vårgårda befinden sich noch drei weitere megalithische Steinkisten, darunter die Steinkiste auf dem Lundskullen. In Ingemarstorp, etwa einen Kilometer nordöstlich der Kirche Södra Härene gab es bis Anfang der 1950er Jahre eine Steinkiste, die im Rahmen des Kiesabbbaus verschwand. Da sie unberührt war, wurden unter anderem 16 Feuersteindolche und eine Speerspitze gefunden, die im Alingsås Museum ausgestellt sind.